# Axel Ertelt

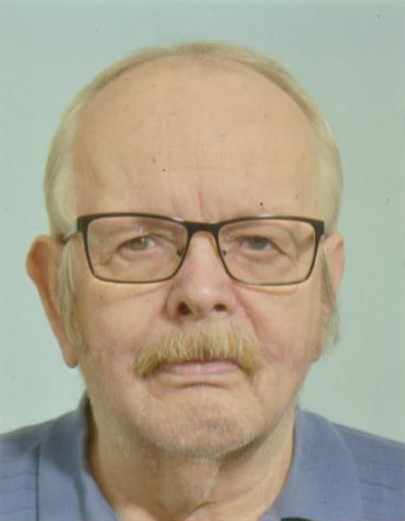
Axel Ertelt, Halver, 2021

Axel Ertelt (* 3. April 1954 in Lüdenscheid; † 2. Februar 2023 in Lüdenscheid) war ein deutscher Sachbuchautor im Bereich der Grenzwissenschaften.

## Leben
Nach seinem Schulabschluss machte Ertelt eine Tischlerlehre und legte 1981 die Meisterprüfung im Tischlerhandwerk ab, 1984 erhielt er ein Diplom zum Fachgeprüften Bestatter. Danach führte er bis zum Verkauf im Januar 2011 ein Familienunternehmen und Bestattungsinstitut in der dritten Generation in Halver. Im Februar 1987 lernte er während einer Forschungsreise durch Thailand seine Frau Thawee kennen, die er am 11. Dezember 1987 heiratete. Das Ehepaar hat ein Kind. Seine Frau verstarb am 18. Juli 2021.
Seit seiner frühen Jugend beschäftigte er sich mit den Themenbereichen Ufologie und Prä-Astronautik (heute auch als Paläo-Seti bezeichnet). Schon Anfang der 1970er-Jahre gründete er die private UFO-Forschungsgruppe Halver und war viele Jahre Mitglied in der Gesellschaft zur Erforschung des UFO-Phänomens (GEP) e. V. in Lüdenscheid. 1978 gründete er mit Hans-Werner Sachmann und Herbert Mohren die Zeitschrift Mysteria. 1979 hatten sich Axel Ertelt und Wilfried Stevens beim Kongress der Ancient Astronaut Society (AAS) in München kennengelernt. Ab 1980 wurde sein Freund Wilfried Stevens Mitautor der Zeitschrift, die sich hauptsächlich mit Prä-Astronautik und UFO-Forschung beschäftigte. 1990 wurde die Zeitschrift eingestellt. Er war seit 1974 Mitglied der Ancient Astronaut Society (AAS) und gehörte 1980 zu den Gründungsmitgliedern der deutschsprachigen Sektion der Ancient Astronaut Society.

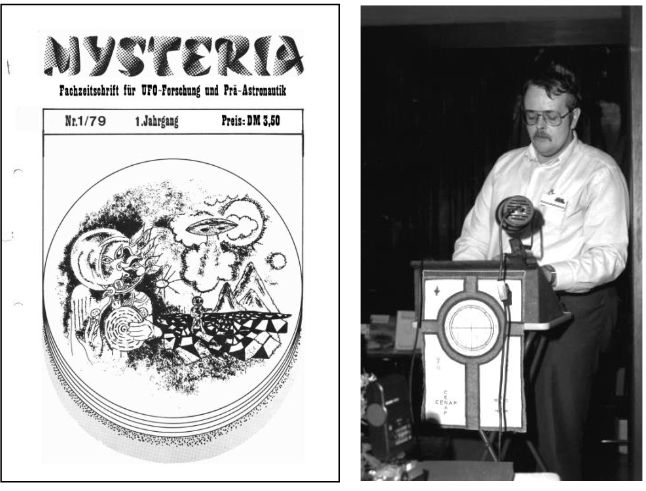
Erstausgabe Mysteria 1979 – Axel Ertelt Vortrag

Seine Forschungsreisen führten ihn durch viele Länder mehrerer Kontinente, insbesondere nach England (Megalithkultur, Kornkreise), Schottland (Megalithkultur, Loch Ness), Irland (Megalithkultur), Frankreich (Megalithkultur), Italien (Felszeichnungen im Val Camonika), der Türkei (div. Archäologische Stätten und unterirdische Städte), Ägypten (Pyramiden und Tempel), Peru (Machu Picchu, Sacsayhuaman, Kenko Grande u. a.), Mexiko (Tula, Teotihuacan, Palenque, Chichen Itza u. a.) und Thailand (Pyramiden, Historische Städte und Tempelanlagen der Khmer).
Zu diesen Themenkomplexen verfasste er seit Mitte der 1970er-Jahre ca. 350 eigene Artikel, die im Laufe der Zeit auch in anderen Zeitungen und Zeitschriften in Deutschland, Österreich, der Schweiz, Luxemburg, Namibia, Thailand und der Volksrepublik China veröffentlicht wurden. Seit 1978 kamen Beiträge in Anthologien und Büchern zu diesen Themen sowie viele Vorträge hinzu. Auf der OnlineZeitung24 veröffentlichte er von 2008 bis 2018 ca. 650 Artikel zu unterschiedlichen Themen. 
Seit seiner Heirat schrieb er auch viele Beiträge und Veröffentlichungen zum Thema Thailand, der thailändischen Kultur und zum Buddhismus. Von 1992 bis 2003 brachte er dazu auch mit seinem Freund und Kollegen Wilfried Stevens die Privat-Zeitschrift Siam-Journal heraus. Das Siam-Journal war zu diesem Zeitpunkt die einzige deutschsprachige Zeitschrift, die sich auch mit der thailändischen Kultur in Deutschland beschäftigte. Seit 2013 veröffentlichte Ertelt auch diverse E-Books. In Zusammenarbeit mit Wilfried Stevens war er von 2018 bis 2022 Herausgeber und Mitautor der Heftreihe Blaue Dokumente im Selbstverlag Axel Ertelt, die sich auch mit den Themen Kryptozoologie, Sagen über Zwerge, Paläo-Seti, Teleportation und Zeitreisen beschäftigte. Einige Tage vor seinem Tod hatte er in Zusammenarbeit mit Wilfried Stevens noch das Buchmanuskript zu Portale und Teleportation fertigstellen können.

## Publikationen (Auswahl)

### Bücher
- Sie kommen von anderen Welten, als Co-Autor zusammen mit Herbert Mohren, John Fisch Verlag, Luxemburg, 1982
- Die interplanetaren Kontakte des Albertus Magnus, Saint Germain Verlag, Höhr-Grenzhausen, 1. Auflage, 1986
- Die interplanetaren Kontakte des Albertus Magnus, Saint Germain Verlag, Höhr-Grenzhausen, 2. Auflage, 1990
- Das Mittelalter war ganz anders, CTT Verlag, Suhl, 1. Ausgabe, 1999
- Das Mittelalter war ganz anders, Ancient Mail Verlag, Groß-Gerau, 1. Auflage der vollständig überarbeiteten und ergänzten Neuausgabe, 2010
- Die Heimat der Götter, Ancient Mail Verlag, zusammen mit Co-Autor Wilfried Briegel, Groß-Gerau, 2013, ISBN 978-3-944198-94-1
- Mobilität auf dem Abstellgleis, NIBE-Verlag, Alsdorf, 1. Auflage, 2017, ISBN 978-3-947002-51-1
- Die thailändische Bestattungskultur im Wandel der Zeit, NIBE-Verlag, Alsdorf, 1. Auflage, 2019, ISBN 978-3-96607-010-2
- Portale und Teleportation: Schlüssel für Interstellare Reisen und Zeitreisen., Autorenteam: Axel Ertelt und Wilfried Stevens, Ancient Mail Verlag, Groß-Gerau, 2023, ISBN 978-3-95652-334-2.

### E-Books
- Tagebuch einer Thailandreise, E-Book, Ancient Mail Verlag, Groß-Gerau, 2013
- Kanchanaburi und die Brücke am Kwai, E-Book, Ancient Mail Verlag, Groß-Gerau, 2013
- Geschichten vom Tapsong-Highway, E-Book, Ancient Mail Verlag, Groß-Gerau, 2013
- Der Tod ist nicht geplant, E-Book, Ancient Mail Verlag, Groß-Gerau, 2013
- Geheimnisvolles Thailand, E-Book, Ancient Mail Verlag, Groß-Gerau, 2014
- Der UFO-Fall Reiner Haupt, E-Book, Ancient Mail Verlag, Groß-Gerau, 2014
- Das Mittelalter war ganz anders, E-Book, Ancient Mail Verlag, Groß-Gerau, 2015, (ergänzte Fassung der Printausgabe von 2010)
- Alwin und das Geheimnis der Zwergenhöhle, Ancient Mail Verlag, Groß-Gerau, 2016
- Die verlorene Zeit: Phantastische Aspekte über das unbekannte Wesen der Zeit, Ancient Mail Verlag, Groß-Gerau, 2016

### Beiträge in Anthologien
- Rätsel seit Jahrtausenden, Autorenteam: Axel Ertelt, Johannes Fiebag, Peter Fiebag u. Hans-Werner Sachmann, Selbstverlag Halver, Dortmund u. Northeim, 1978
- Die kosmischen Eingeweihten, Autorenteam: Axel Ertelt, Johannes Fiebag, Peter Fiebag u. Hans-Werner Sachmann, Selbstverlag Halver, Dortmund u. Northeim, 1980
- Gefangen in Zeit und Raum, Axel Ertelt (Herausgeber und Co-Autor), Mysteria, Halver und Dortmund 1987
- Terra Divina, herausgegeben von Alexander Knörr und Roland Roth, Ancient Mail Verlag, Groß-Gerau 2012

### Weitere Veröffentlichungen
- UFO-Invasion über Westfalen? Sonderdruck der Zeitschrift Mysteria, Autorenteam: Axel Ertelt, Hans-Werner Sachmann und Hans-Werner Peiniger. Halver/Dortmund 1981.
- AAS-Kongressgeschichten. Sonderdruck der Zeitschrift Mysteria, Autorenteam: Axel Ertelt, Johannes Fiebag, Peter Fiebag und Hans-Werner Sachmann. Halver/Dortmund 1983.
- Außerirdisches Leben und Briefmarken. Sonderdruck der Zeitschrift Mysteria, Autor: Axel Ertelt. Halver/Dortmund 1986.
- Thailändisches Essen in Deutschland. Heft/Broschüre. Herausgegeben von Axel Ertelt und Wilfried Stevens. Siam-Journal, Halver/Düsseldorf 1995.
- Thailändisches Essen in Deutschland und der Schweiz, Heft/Broschüre (aktualisierte Fassung von 1995) von Axel Ertelt und Wilfried Stevens. Siam-Journal, Halver/Düsseldorf 1997.
- Mysteria, Zeitschrift für UFO-Forschung und Prä-Astronautik, gegründet von Axel Ertelt, Hans-Werner Sachmann und Herbert Mohren. Halver/Dortmund 1979–1990.
- Siam-Journal, Zeitschrift, von Axel Ertelt und Wilfried Stevens. Halver/Düsseldorf 1992–2003.
- Der Tod ist nicht geplant. Bestattungsratgeber für die Stadt Halver, Autor: Axel Ertelt, Bestattungen Ertelt, Halver, 1. Auflage 2000, 2. aktualisierte Auflage 2001, 3. aktualisierte Auflage 2004, 2. unveränderte Ausgabe der 3. Auflage 2008.
- Blaue Dokumente, Heftreihe im Format A5, die von 2018 bis 2022 mit unterschiedlichen Themen im Selbstverlag Axel Ertelt und in Zusammenarbeit mit Wilfried Stevens herausgegeben wurde.